# Canada Hills
Canada Hills är kullar i Saint Kitts och Nevis. De ligger i den centrala delen av landet, 4 km norr om huvudstaden Basseterre. Canada Hills ligger på ön Saint Christopher.